# Holoversia nigra
Genre
Espèce
Holoversia nigra, unique représentant du genre Holoversia, est une espèce d'opilions laniatores de la famille des Gonyleptidae.

## Distribution
Cette espèce est endémique du Minas Gerais au Brésil. Elle se rencontre dans la Serra do Cipó.

## Description
Le mâle syntype mesure 10 mm.

## Publication originale
- Mello-Leitão, 1940 : « Quatro novos gêneros de Laniatores do Brasil. » Papeis Avulsos do Departamento de Zoologia, vol. 1, p. 39–42.